# Shawano (Wisconsin)
Shawano település az Amerikai Egyesült Államok Wisconsin államában, Shawano megyében, melynek megyeszékhelye is. Lakosainak száma 9243 fő (2020. április 1.).

## Népesség
A település népességének változása:

| 2010 | 9 305 |
| 2020 | 9 243 |